# Cathédrale Sainte-Anne d'Anse-à-Veau
Pour les articles homonymes, voir Cathédrale Sainte-Anne.
La cathédrale Sainte-Anne est une cathédrale catholique située à Anse-à-Veau, en Haïti. Elle est le siège de l'évêque du diocèse d'Anse-à-Veau et Miragoâne.

## Historique
Originellement simple église construite en 1721, elle a été élevée au rang de cathédrale depuis la formation du nouveau diocèse en 2008.